# Алданське нагір'я
Алда́нське нагі́р'я — нагір'я у Східному Сибіру, на півдні Якутії. Розташовано північніше Станового хребта, між річками Олекмою і Учуром. 
Переважають плоскі межиріччя з середньою висотою 800—1000 м, з яких здіймаються окремі гольцові групи і короткі гірські хребти (Західні Янги, Суннагин, Кет-Кап тощо). заввишки до 1400—2000 м (максимальна висота 2306 м). Складено переважно архейськими і протерозойськими гнейсами і кристалічними сланцями Алданського щита.
Розчленована глибокими долинами приток Алдану і Амги. До висоти 1100—1300 м домінують смереково-модриновий ліс й гірська модринова багульникова тайга, вище — передгольцове модринове рідколісся і чагарники кедрового стланика. На гольцових вершинах — кам'яниста тундра.
Родовища залізної руди, вугілля (селище Чульман), слюди, золота.